# Vasco dos Santos Gonçalves
Pour les articles homonymes, voir Gonçalves.
Vasco dos Santos Gonçalves, né le 3 mai 1921 à Lisbonne et mort le 11 juin 2005 à Almancil en Algarve, est un général et homme d'État portugais, Premier ministre de quatre des six gouvernements provisoires, de juillet 1974 à septembre 1975.

## Biographie
Fils de Vítor Gonçalves, homme d'affaires et ancien joueur de football, Vasco Gonçalves est proche des idées communistes alors que son père est un partisan de Salazar. Au cours de sa carrière militaire, il est impliqué dans une tentative de coup d'État en 1959 et il aurait participé à la révolution des Œillets, en avril 1974.
Proche du Parti communiste portugais (dont il affirme n'avoir jamais été membre), il applique en tant que Premier ministre une politique de nationalisations et une réforme agraire.
Après la victoire électorale du Parti socialiste de Mário Soares en avril 1975, Gonçalves est écarté du gouvernement en août, limogé de l'armée début septembre. Il ne fait pas partie du nouveau gouvernement du 19 septembre 1975.
Par la suite, il apparaît publiquement au cours de manifestations du Parti communiste portugais. Il meurt d'une syncope le 11 juin 2005.